# Big Little Lies (romance)
Big Little Lies é o segundo livro da escritora australiana Liane Moriarty. Publicado em julho de 2014 pela Penguim Group. Em 2017 ganhou uma adaptação televisiva para a HBO, estrelando Reese Witherspoon, Nicole Kidman e Shailene Woodley como as protagonistas Madeline, Celeste e Jane.

## Enredo
A trama conta a história de três mulheres, cada uma delas diante de uma encruzilhada. Madeline é forte e decidida. No segundo casamento, está muito chateada porque a filha do primeiro relacionamento quer morar com o pai e a jovem madrasta. Não bastasse isso, Skye, a filha do ex-marido com a nova mulher, está matriculada no mesmo jardim de infância da caçula de Madeline.
Celeste, mãe dos gêmeos Max e Josh, é uma mulher invejável. É magra, rica e bonita, e seu casamento com Perry parece perfeito demais para ser verdade. Celeste e Madeleine ficam amigas de Jane, a jovem mãe solteira que se mudou para a cidade com o filho, Ziggy, fruto de uma noite malsucedida. Quando Ziggy é acusado de bullying, as opiniões dos pais se dividem. As tensões nos pequenos grupos de mães vão aumentando até o dia em que alguém cai da varanda da escola e morre. Pais e professores têm impressões frequentemente contraditórias e a verdade fica difícil de ser alcançada.